# Mirbat

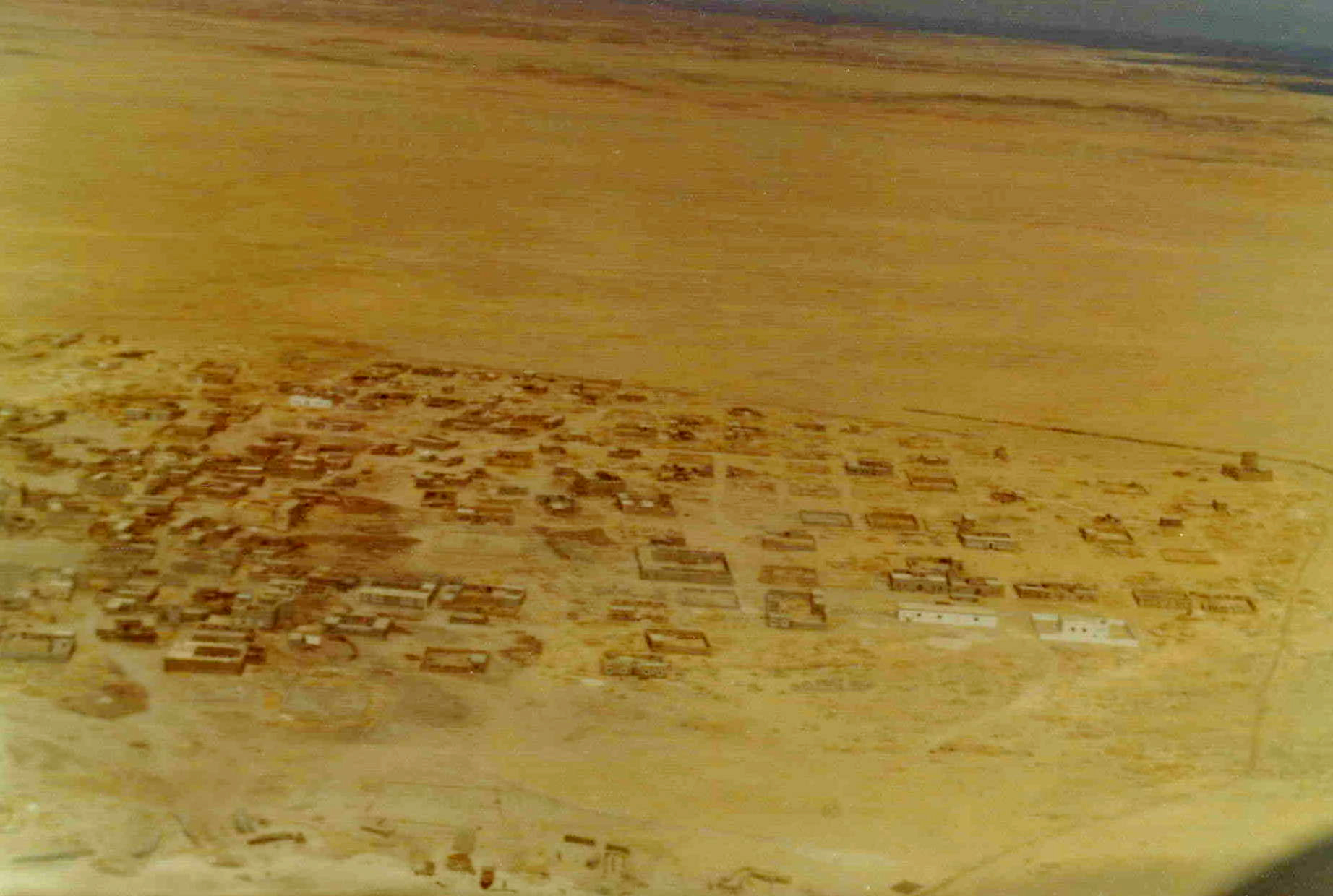
Vue aérienne de Mirbat au début des années 1970

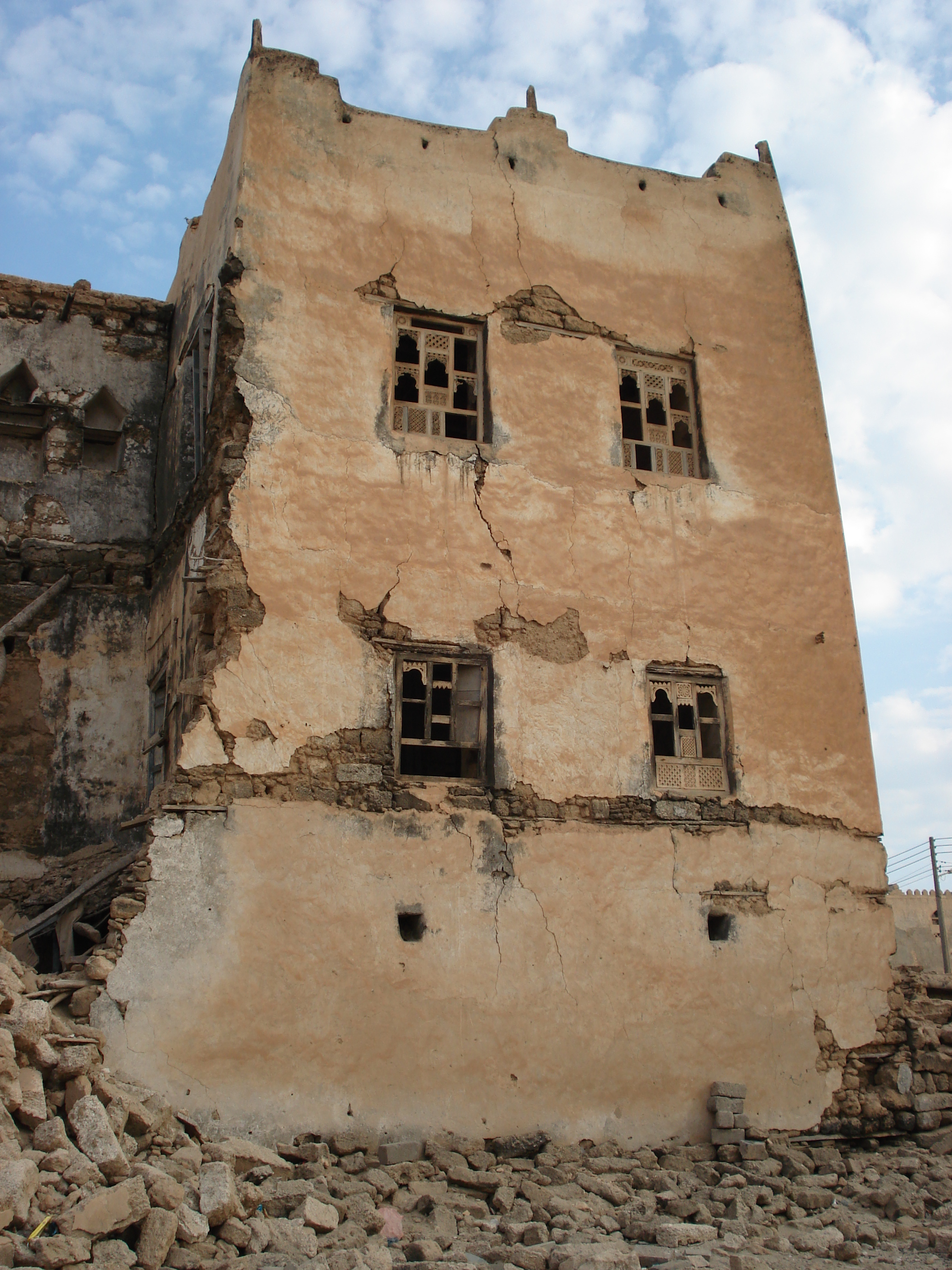
Ancienne demeure abandonnée

Mirbat est une ville côtière du Sultanat d'Oman, située dans le Sud du pays, à près de 70 km à l'Est de Salalah, la capitale du Dhofar.